# Chalcis polyctor
Chalcis polyctor är en stekelart som beskrevs av Walker 1841. Chalcis polyctor ingår i släktet Chalcis och familjen bredlårsteklar. Inga underarter finns listade i Catalogue of Life.